# Мухас
Мухас (азерб. Muxas) — село в Огузском районе Республики Азербайджан. Расположено в 20 км к северо-западу от районного центра Огуза.

## Население
В годы Российской империи село Мухас (Мухась) находилось в составе Нухинского уезда Елизаветпольской губернии.
По данным «Кавказского календаря» на 1856 год в селе Мухасъ Хачмазского участка проживали азербайджанцы указанные как «татары»-сунниты, язык «татарский» (азербайджанский).
По данным «Кавказского календаря» на 1912 год в селе проживало 1284 человек, в основном азербайджанцев («татары» по тогдашней терминологии).
Данные Азербайджанской сельскохозяйственной переписи 1921 года упоминали Мухас Нухинского уезда Азербайджанской ССР в котором имелось 169 дворов и проживало 718 человек, преобладающей национальностью являлись тюрки-азербайджанцы.
По данным на 1982 год население села составляло 843 человек. Жители занимались табаководством, садоводством, животноводством, разведением зерновых.

## Достопримечательности
- Мухасская башня (IX-XIII века)[5].

## Известные уроженцы
- Эльмаддин Алибейзаде — азербайджанский тюрколог и шумеровед, доктор филологических наук, заведующий отделом тюркологии  НИИ литературы им. Низами.